# Anolis rimarum
Anolis rimarum este o specie de șopârle din genul Anolis, familia Polychrotidae, descrisă de Thomas și Schwartz 1967. Conform Catalogue of Life specia Anolis rimarum nu are subspecii cunoscute.